# Top model

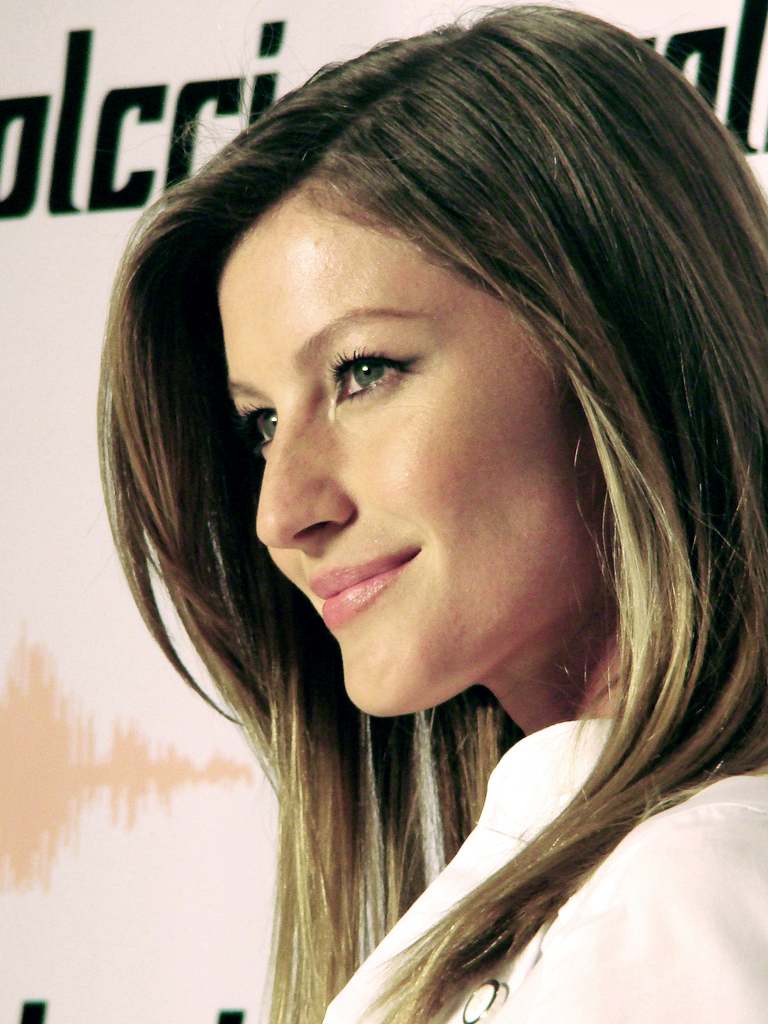
La supermodella brasiliana Gisele Bündchen.

Una top model (termine inglese coniato negli anni ottanta) o supermodella (supermodello al maschile) è una modella di fama, che lavora per agenzie pubblicitarie e stilisti, generalmente con compensi molto alti.
Hanno un'immagine sufficientemente forte da trasformarle in testimonal d'eccezione di alcune multinazionali della bellezza e in stelle mondiali.
Dagli anni novanta si usa anche al maschile, per identificare i modelli di grande successo.

## Origini e caratteristiche del termine
Il concetto di top model è nato sui media, e non costituisce uno standard culturale ben preciso, anzi, si può dire che esso sia cambiato nel tempo. In ogni caso tutte le supermodelle e i supermodelli sono modelli famosissimi e riconoscibili dal pubblico esattamente come una qualsiasi celebrità di Hollywood, hanno contratti pubblicitari e con firme di alta moda.
Il termine supermodel, tradotto subito in italiano come supermodella, si diffonde nella cultura popolare negli anni ottanta e novanta. Michael Gross scrive, in Model: The Ugly Business of Beautiful Women, che la parola sarebbe stata usata per la prima volta negli anni quaranta, da un agente chiamato Clyde Matthew Dessner, che scrisse una sorta di manuale della moda. A quell'epoca erano considerate supermodelle Cathee Dahmen, Dorian Leigh, Dovima e Anita Colby.
Ma la primissima supermodella sembra essere stata Lisa Fonssagrives: tra gli anni trenta e cinquanta, infatti, ha conquistato le copertine di riviste prestigiose come Town & Country, Life, Vogue, la prima edizione di Vanity Fair e Time. Proprio la relazione tra Vogue e la Fonssagrives ha accresciuto la reputazione della testata nel mondo della moda.
Nel 1968 il periodico Glamour stila una nuova lista di cinquanta supermodelle, tra le quali spiccano Twiggy, Lauren Hutton, Penelope Tree, Cheryl Tiegs, Veruschka, Jean Shrimpton e Donyale Luna.

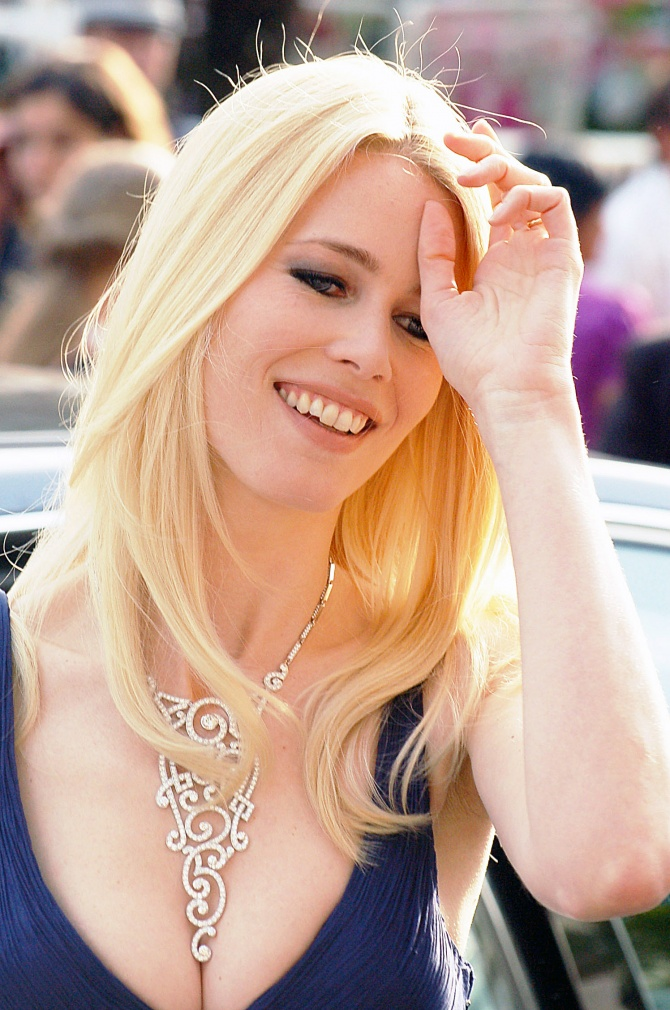
Claudia Schiffer.

Altro tratto distintivo è il cachet stellare: un top model guadagna generalmente tra i 30.000 e i 50.000 dollari al giorno.
Molto spesso i top model sono etichettati dai media anche come sex symbol.

## Supermodelle

### L'era delle supermodelle

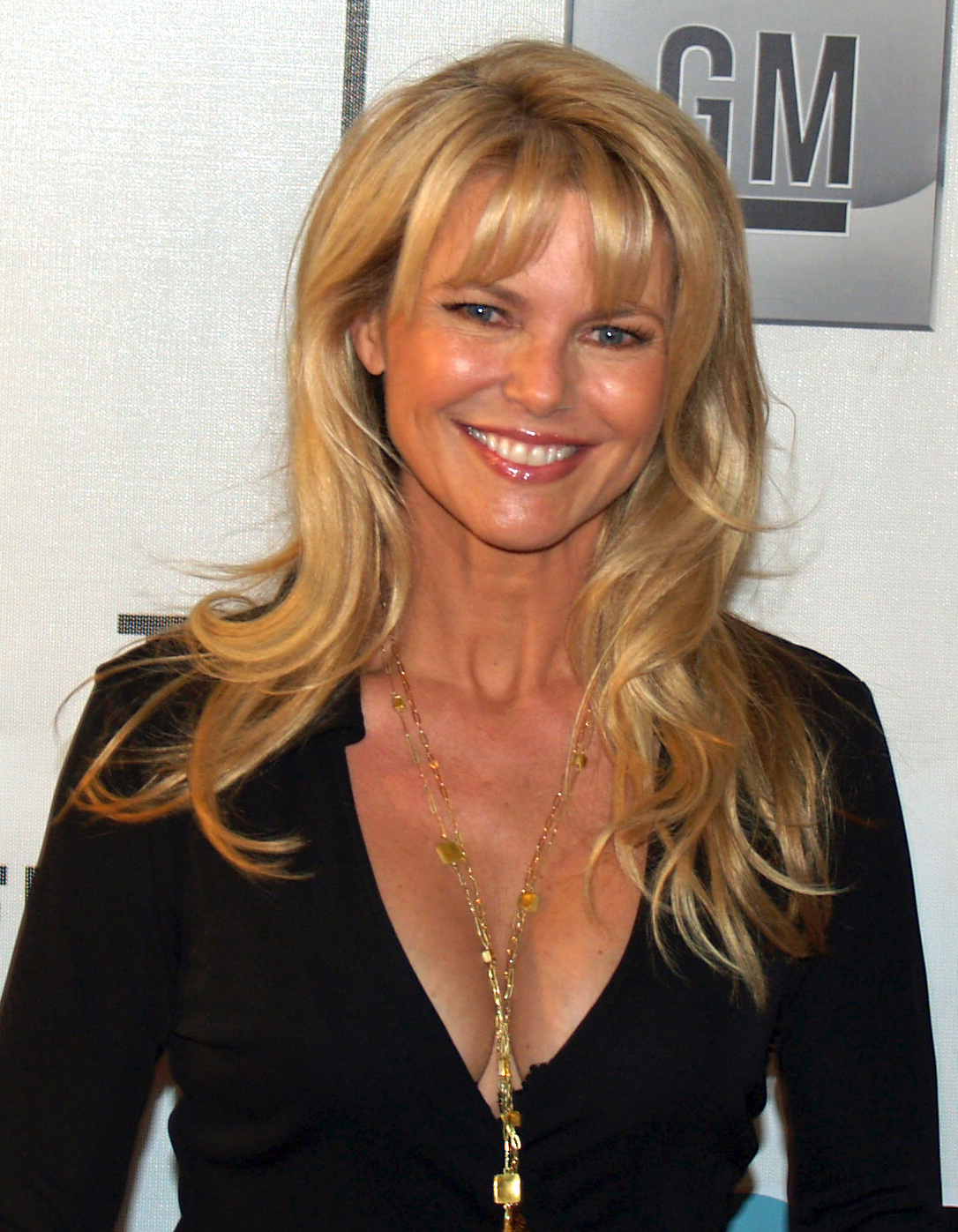
Christie Brinkley (2007)

Negli anni settanta alcune modelle si distinguono dalle altre per una celebrità maggiore, il pubblico era in grado di riconoscerle subito tra le tante. Tra queste Iman, Jerry Hall, Janice Dickinson, Cheryl Tiegs, Rene Russo, Anjelica Huston, Beverly Johnson, Patti Hansen e Christie Brinkley.
Solo negli anni ottanta, però, le top model dominano l'immaginario collettivo, costituendo il canone di bellezza per eccellenza dell'epoca: la donna irraggiungibile, perfetta, dal fisico statuario. Tra queste erano sicuramente supermodelle Kim Alexis, Inès de la Fressange, Carol Alt, Pavlína Pořízková, Elle Macpherson, Yasmin Le Bon, Renée Simonsen, Gia Carangi, Rachel Hunter, Joan Severance e Cindy Crawford.
Gli anni novanta saranno anche detti l'era delle supermodelle, e il mondo dei media è dominato da questa ristretta cerchia di donne "perfette".
Tra queste figurano indubbiamente Jenny Shimizu, Tyra Banks, Laetitia Casta, Stephanie Seymour, Cindy Crawford, Linda Evangelista, Christy Turlington, Naomi Campbell, Claudia Schiffer, Tatjana Patitz, Helena Christensen, Karen Mulder, Valeria Mazza, Tatiana Sorokko, Patricia Velásquez, Amber Valletta, Shalom Harlow, Yasmeen Ghauri, Carla Bruni, Stella Tennant, Kristen McMenamy, Eva Herzigová, Adriana Sklenaříková, Emma Sjöberg, Veronica Webb, Sibyl Buck, Kate Moss, Jodie Kidd, Nina Morić, Trish Goff, Kirsty Hume, Carolyn Murphy, Guinevere van Seenus, Niki Taylor, Shana Zadrick, Rebecca Romijn, Tricia Helfer, Ève Salvail, Sarah O'Hare, Angie Everhart, Chrystele Saint Louis Augustin e Beverly Peele; quest'ultima, chiamata inizialmente "Baby Naomi", ha conquistato 250 copertine, ed è stata la prima modella nera ad apparire sulla copertina di Mademoiselle, nel 1989. Ad inizio anni Novanta sfilano per le più grandi case di moda anche Marpessa Hennink e Nadège du Bospertus caratterizzate tuttavia da fisici molto più esili rispetto alle loro colleghe.
Tra le italiane che hanno sfilato per le maggiori griffe del mondo negli anni novanta si annoverano: Monica Bellucci, icona della bellezza mediterranea; Martina Colombari, all'epoca appena incoronata Miss Italia; Roberta Potrich, considerata l'erede di Carol Alt e Greta Cavazzoni, battezzata con il soprannome di "baby Linda" per la somiglianza con Linda Evangelista.
Anche se molte modelle sono state denominate «top model» durante questo arco di tempo, le cosiddette "Big Six": Claudia Schiffer, Cindy Crawford, Kate Moss, Linda Evangelista, Naomi Campbell e Christy Turlington.
Erano le più richieste, dominando collettivamente le copertine delle riviste, le passerelle di moda, le pagine degli editoriali e la pubblicità trasmessa.
Esclusa la Moss, le modelle citate sono conosciute come le prime supermodelle. Nel 1990, la top model Linda Evangelista pronunciò quella che è diventata la citazione più famosa nella storia delle top model:

### Dal 2000 ad oggi

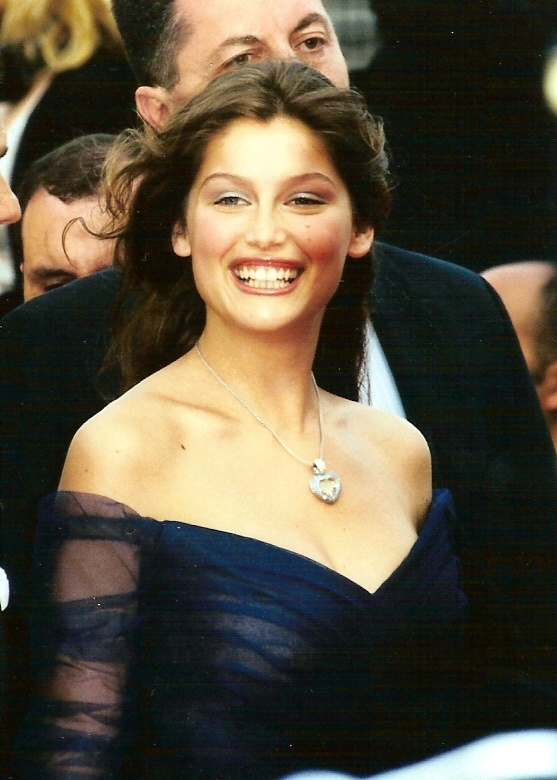
Laetitia Casta

Alla fine degli anni novanta la popolarità delle supermodelle cambia e la moda inizia ad avvalersi di nuovi volti, Ciò ad esempio comporta il ricorso delle multinazionali della bellezza a nuove testimonial, come le attrici e le cantanti pop.
Alla fine degli anni novanta Gisele Bündchen è diventata la prima di una ondata di top model brasiliane a guadagnare popolarità, dopo di lei Adriana Lima, Ana Beatriz Barros, Alessandra Ambrosio, Isabeli Fontana, Caroline Trentini, Izabel Goulart, Fernanda Tavares e molte altre.
Negli Stati Uniti le modelle più popolari degli anni 2000 sono le Victoria's Secret Angels. Le più famose sono: Heidi Klum, Adriana Lima, Gisele Bündchen, Alessandra Ambrosio, Doutzen Kroes, Miranda Kerr. Le meno note sono: Karolína Kurková, Behati Prinsloo, Candice Swanepoel, Veronika Vařeková, Erin Heatherton, Chanel Iman, Lily Aldridge, Lindsay Ellingson e Rosie Huntington-Whiteley. Il marchio è stato inventato nel 1998 e ne hanno fatto parte in passato modelle quali Helena Christensen, Stephanie Seymour, Karen Mulder, Tyra Banks, Laetitia Casta e Daniela Peštová. Negli stessi anni trovano notorietà modelle come Joan Smalls, Anja Rubik, Liu Wen e Natasha Poly.
Sul finire degli anni 2000 le passerelle dell'alta moda sono calcate da un'ondata di modelle dell'est provenienti dalla Russia, Ucraina o Polonia, le quali, nonostante la superiorità, non arrivarono ad alti livelli. Intorno al 2012 sulle passerelle delle varie Fashion Week le modelle asiatiche sono state tra le più richieste.
Sul finire del 2009 la rivista Vogue (edizione francese) ha stilato una classifica delle trenta top model più influenti a livello internazionale, tra cui molte sono alcune delle ultime supermodelle.
Negli ultimi anni, riconosciute a livello internazionale per influenza e come nuova generazione di top model in grado di lasciare un segno nel loro tempo, troviamo le più celebri Cara Delevingne, considerata l'erede di Kate Moss, Karlie Kloss, Kendall Jenner, Elsa Hosk, Stella Maxwell, Martha Hunt, Lais Ribeiro, Taylor Hill e Sara Sampaio, anche loro tra le Victoria's Secret Angels, Jourdan Dunn, Gigi Hadid, Bella Hadid, Irina Shayk, Joan Smalls, Liu Wen, Barbara Palvin, Vittoria Ceretti e Bianca Balti.

## Supermodelli
Dagli anni novanta è entrato in voga il termine supermodello, riferito anche ai modelli maschili, particolarmente riconoscibili al pubblico.
Tra questi ci si riferisce spesso col termine supermodello o comunque sia top model a Hoyt Richards, Tony Ward, Antonio Sabàto Jr., Rafael Verga, Gregg Avedon, Josh Wald, Marcus Schenkenberg, Tyson Beckford, Scott King, Travis Fimmel, David Fumero, Mark Vanderloo, Boris Kodjoe, Noah Mills, Alex Lundqvist, Will Chalker, Evandro Soldati, Tyson Ballou, Michael Bergin, Enrique Palacios, David Gandy, Joel West, Paul Sculfor, Owen McKibbin, Rusty Joiner, Brad Kroening e Marcus Hedbrandh.
Nel 2008 la rivista Forbes ha nominato Taylor Fuchs come il modello di maggior successo dell'anno.